# Église Notre-Dame d'Aix-les-Bains
Pour les articles homonymes, voir Église Notre-Dame.
L’église Notre-Dame d'Aix-les-Bains, ancienne collégiale Notre-Dame-de-l'Assomption, est une église construite dans un style d'inspiration byzantine à la fin du XIXe siècle dans la ville d'Aix-les-Bains en Savoie.

## Son origine
Le projet de construction débuta dans les années 1875 sur les instances du curé Pavy. L’église Notre-Dame, paroisse de l’Assomption se trouve dans le centre-ville d'Aix-les-Bains. Un concours d'architectes fut organisé pour la concevoir l'édifice religieux et fut remporté par Arthur Bertin. La construction fut confiée à l'entreprise Bonna. Les travaux débutèrent en 1890 pour se terminer en 1892 bien qu'en réalité des modifications fussent encore apportées jusqu'en 1905.

## Description
Le bâtiment prend la forme d'une croix. L'aspect général est d'inspiration byzantine. La croisée des transepts supporte une coupole. Son clocher de couleur verte, à cause de l'oxydation de sa couverture, est fait de bois, sa tour s’élève à 55 mètres au-dessus du parvis. On peut également contempler ses voûtes en berceau simple qui, pour leur part, sont plutôt d’inspiration romane. Le chemin de croix, en cours de classement à l’Inventaire supplémentaire des Monuments Historiques, provient d’Espagne, d’où il a été ramené par le général Forestier, lors des campagnes de Napoléon. Quant aux tableaux des douze apôtres, classés depuis 1976, et conservés dans le chœur, ils proviennent certainement d’Italie, d’après les expertises, et seraient du XVIIe siècle. Cet édifice domine de ses hauteurs la ville aixoise. Il est très présent dans la vie quotidienne des habitants. Son parking se transforme durant la semaine en parking public et ce en raison de son emplacement central dans le tissu urbain.

## L'église en images

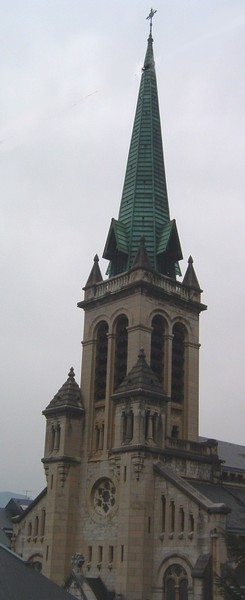
Le clocher.
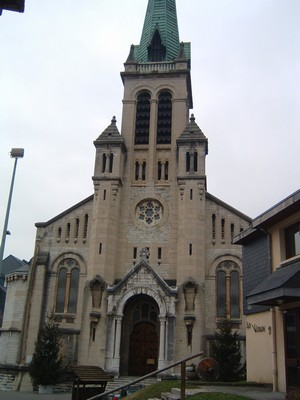
Façade avant de jour.
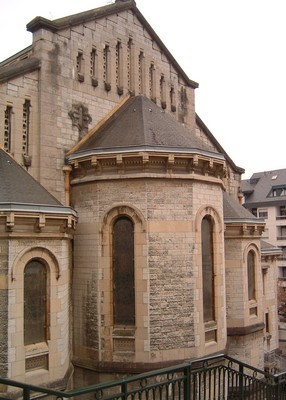
Façade arrière.
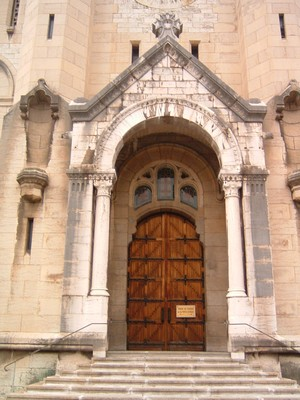
Porte principale.
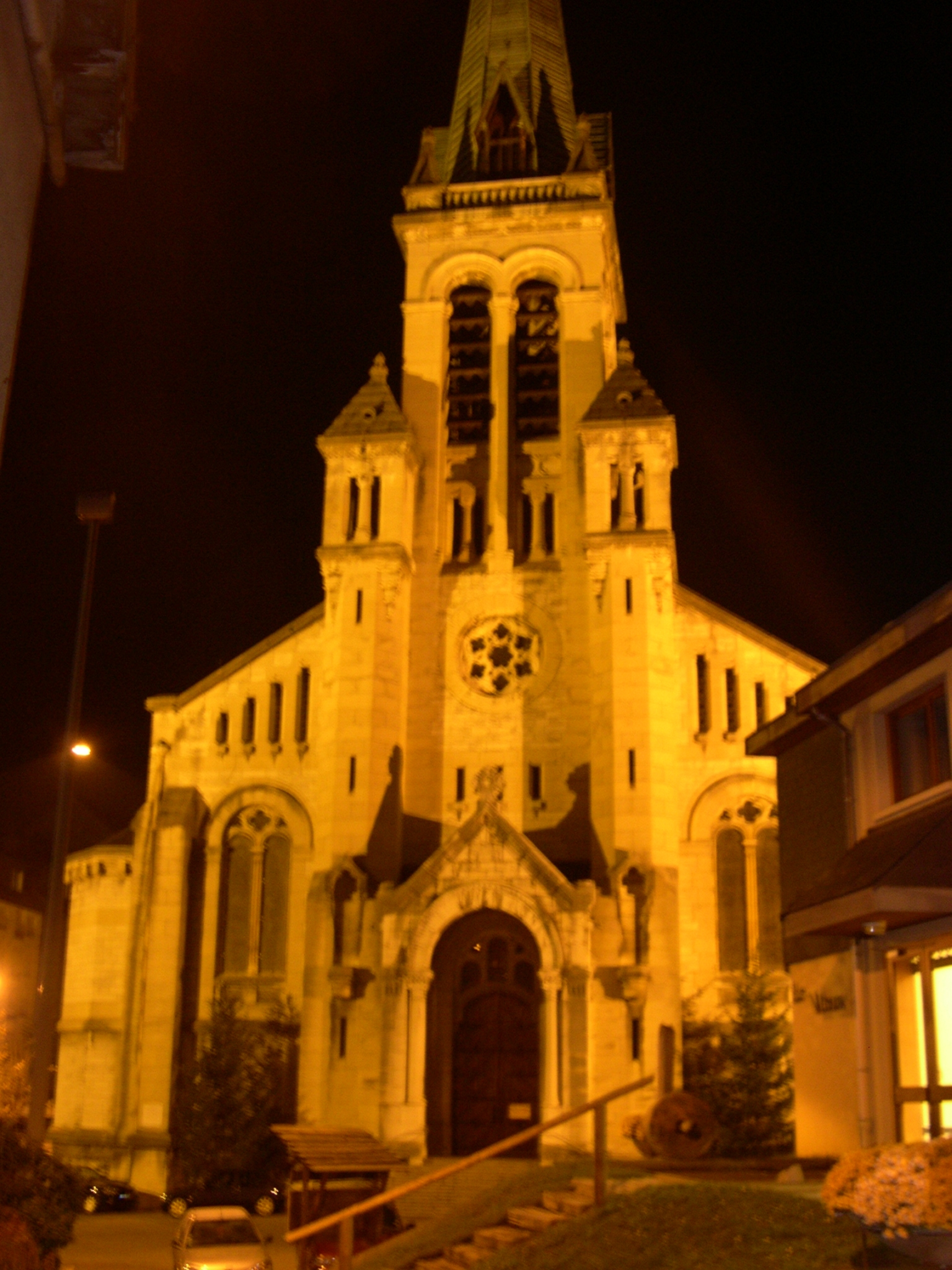
Façade avant de nuit.
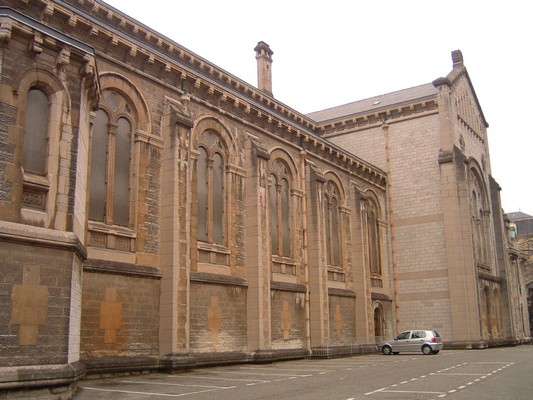
Façade de droite.
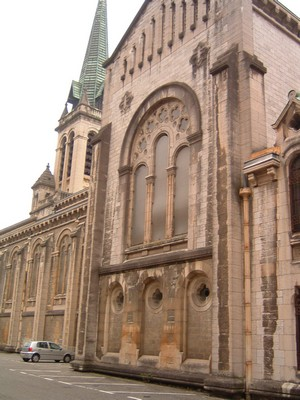
Façade de droite.
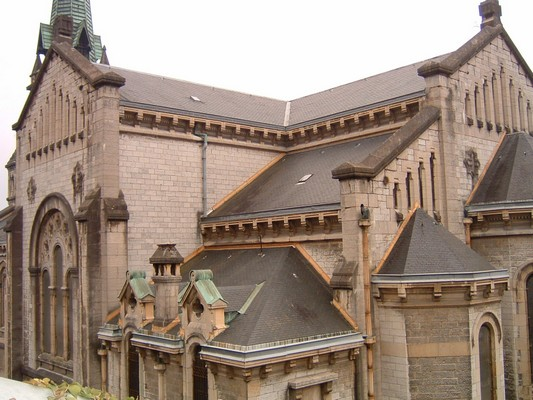
Angle arrière.